# Общество художников исторической живописи
Общество художников исторической живописи (ОХИЖ) — русское общество художников, писавших на исторические темы.
Возникло в Москве в 1895 году, устав общества был утвержден 16 августа 1895 года. Общество существовало по 1906 год, его цель заключалась в содействии развитию исторической живописи в России.
Состояло под покровительством Великого князя Сергея Александровича. Устраивало выставки и конкурсы, распространяло художественные издания исторического содержания.
Председатели общества:
- А. А. Карелин (1896—1900);
- К. Н. Горский (1900—1906).

По состоянию на 1898 год было 36 членов.